# 张佩瑶
张佩瑶 (英語：Martha Pui Yiu Cheung, 1953年—2013年9月10日) 是一位香港翻译学者，中国翻译协会理事，《中国翻译》杂志编委。

## 生平
1953年出生，学士和硕士毕业于香港大学，博士毕业于肯特大学。毕业后先后在香港大学，香港中文大学任职，1995年进入香港浸会大学担任副教授，1998年担任正教授，2008年担任协理副校长。
2013年9月10日逝世，享年60岁。

## 著作
- 《中国翻译话语英译选集》